# Liste des sous-marins des Pays-Bas

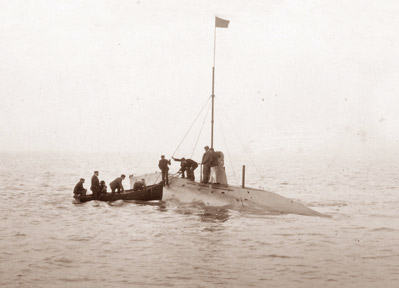
HNLMS O 1, le premier sous-marin de la Marine royale néerlandaise en mer

Voici une liste des sous-marins utilisés par la Marine royale néerlandaise.

## Sous-marins construits avant 1940
Jusqu'à la classe O 19, on faisait la distinction entre les sous-marins O utilisés pour les eaux intérieures européennes et les sous-marins K utilisés pour le service colonial.

### Sous-marins construits pour servir en Europe
- Classe O 1
  - O 1 (1906-20)

- Classe O 2
  - O 2 (1911-30)
  - O 3 (1913-32)
  - O 4 (1914-35)
  - O 5 (1914-35)

- Classe O 6
  - O 6 (1916-36)

- Classe O 7
  - O 7 (1916-39)

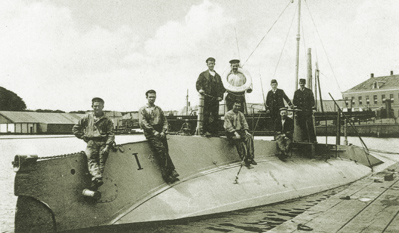
Hr. Ms. O 1 (1906)

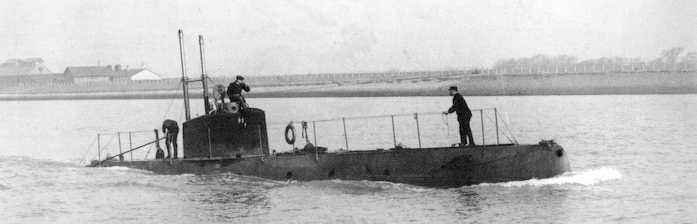
Hr. Ms. O 3 (1912)

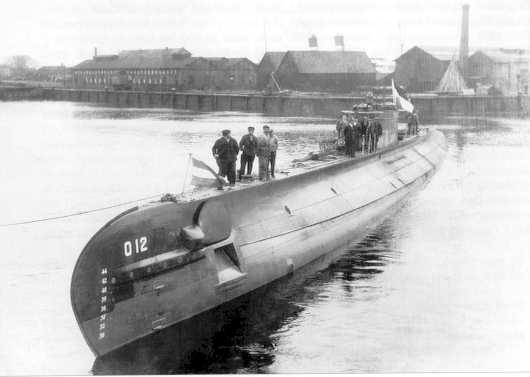
Hr. Ms. O 12 (1930)

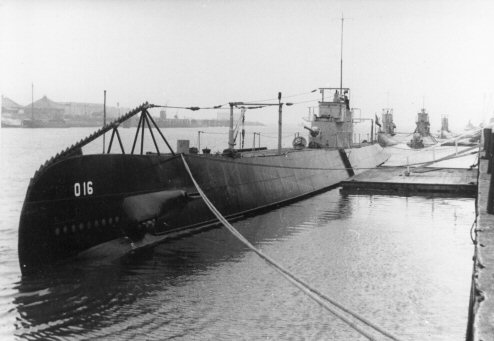
Hr. Ms. O 16 (1938)

- Type UC I (allemand acheté en 1916)
  - M1 (1916-31)

- Classe H (britannique)
  - O 8 (1915-17 Royal Navy, 1917-40 Marine royale néerlandaise, 1943-45 Kriegsmarine)

- Classe O 9
  - O 9 (1926-40 Marine royale néerlandaise, 1940-44 Royal Navy)
  - O 10 (1926-40 Marine royale néerlandaise, 1940-44 Royal Navy)
  - O 11 (1926-40)

- Classe O 12
  - O 12 (1931-43 Marine royale néerlandaise, 1943-45 Kriegsmarine)
  - O 13 (1931-40)
  - O 14 (1932-40 Marine royale néerlandaise, 1940-43 Royal Navy)
  - O 15 (1932-40 Marine royale néerlandaise, 1940-46 Royal Navy)

- Classe O 16
  - O 16 (1936-41)

### Sous-marins construits pour le service colonial

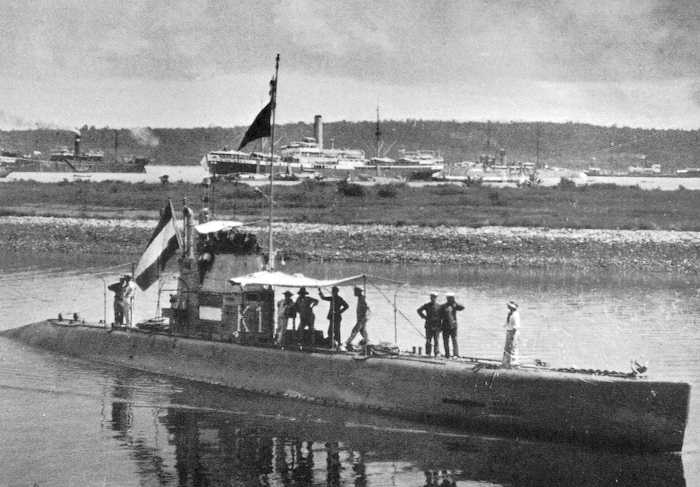
Hr. Ms. K I (Soerabaja 1916)

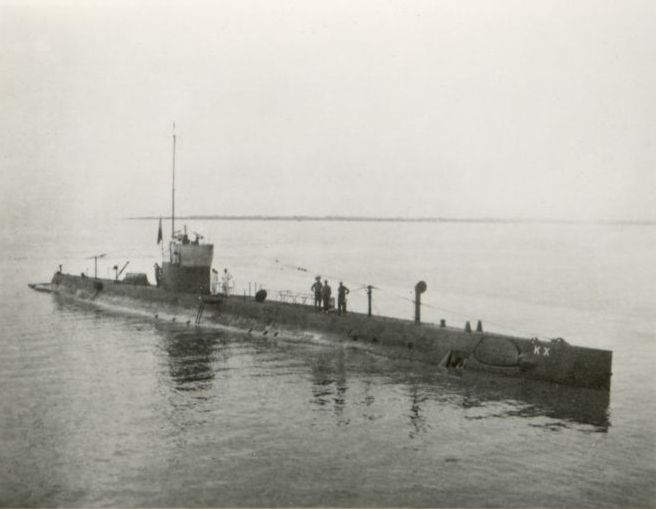
Hr. Ms. K X (Soerabaja 1923)

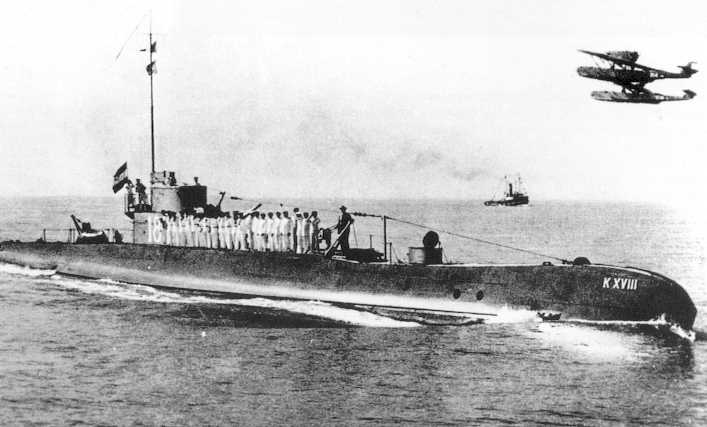
Hr. Ms. K XVIII (11 Juillet 1935)

- Classe K I
  - K I

- Classe K II
  - K II

- Classe K III
  - K III
  - K IV

- Classe K V
  - K V
  - K VI
  - K VII

- Classe K VIII
  - K VIII
  - K IX
  - K X

- Classe K XI
  - K XI
  - K XII
  - K XIII

- Classe K XIV
  - K XIV
  - K XV
  - K XVI
  - K XVII
  - K XVIII

### Sous-marins construits à la fois pour le service colonial et pour le service en Europe
- Classe O 19
  - O 19 (1939)
  - O 20 (1939)

- Classe O 21
  - O 21 (1940)
  - O 22 (1940)
  - O 23 (1940)
  - O 24 (1940)

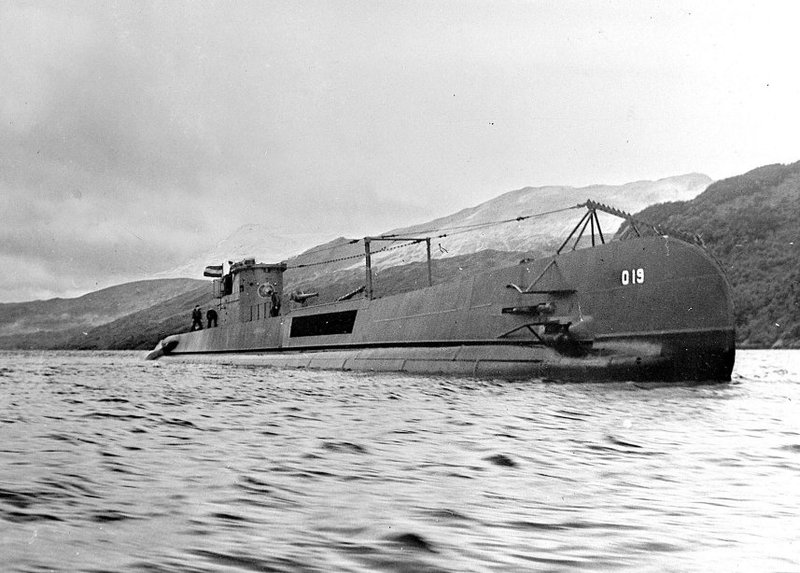
HNLMS. O 19 (Holy Loch 1943)

  - O 25 (1941) mis en service dans la Kriegsmarine comme Unterseeboot UD-3
  - O 26 (1941) mis en service dans la Kriegsmarine comme Unterseeboot UD-4
  - O 27 (1942) mis en service dans la Kriegsmarine comme Unterseeboot UD-5

## Sous-marins construits après 1940
- Classe U (britannique)
  - Dolfijn (1942)

- Classe S (britannique)
  - Zeehond (1943)

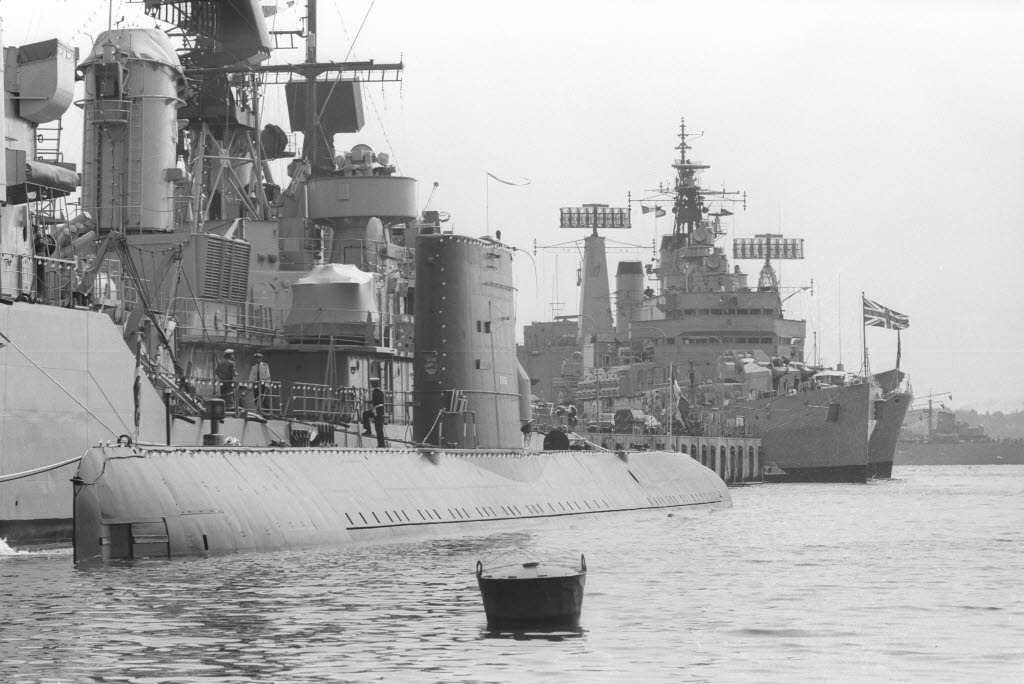
HNLMS Dolfijn de la classe Dolfijn (Kiel 1975)

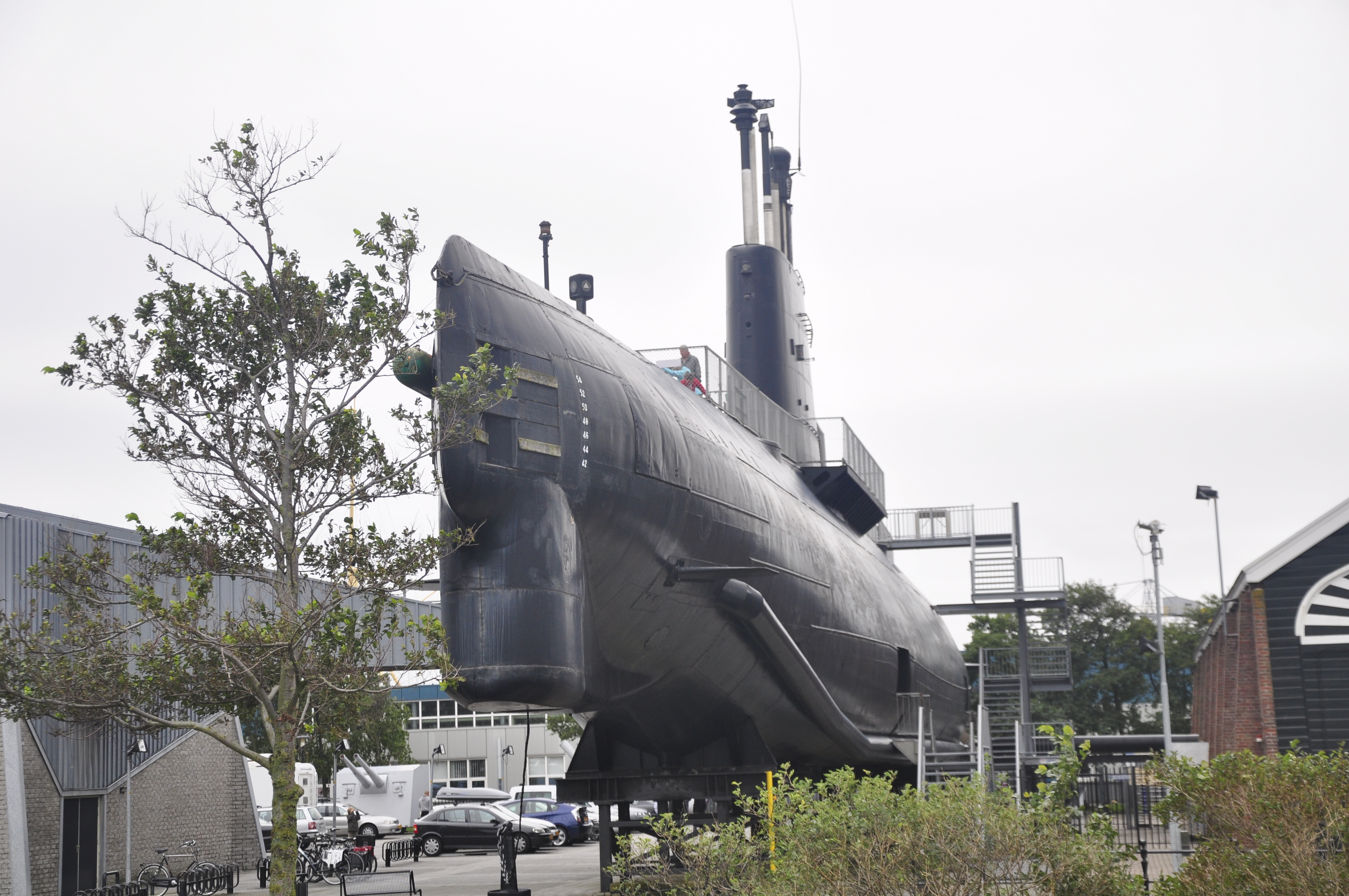
HNLMS Tonijn (S805)

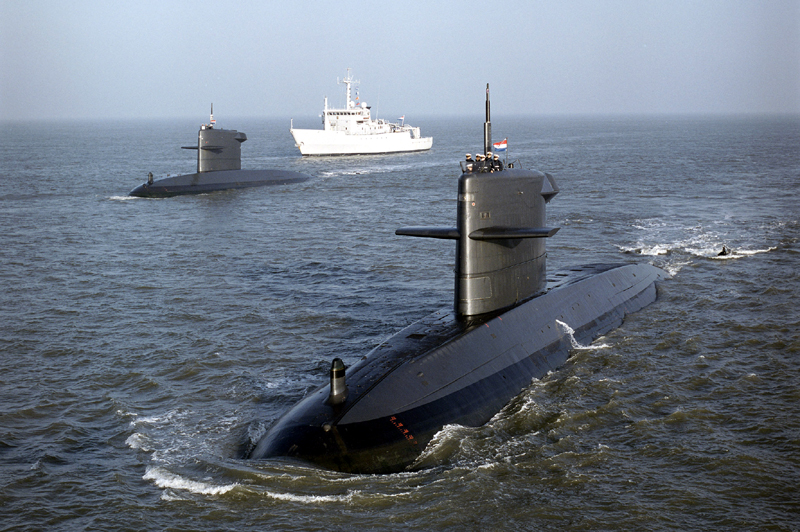
2 sous-marins de classe Walrus

- Classe T (britannique) ou  Classe Zwaardvisch
  - Dolfijn (1942)
  - Zwaardvisch (1943)
  - Zeehond (1944)
  - Tijgerhaai (1945)

- Classe Balao (américain) ou Classe Walrus
  - Walrus (mis en service en 1944 transféré de l'US Navy en 1953)
  - Zeeleeuw (mis en service en 1944 transféré de l'US Navy en 1953)

- Classe Dolfijn
  - Dolfijn (1960)
  - Zeehond (1961)

- Classe Potvis
  - Potvis (1965)
  - HNLMS Tonijn (S805) (1966) (navire-musée au Musée de la marine néerlandaise)

- Classe Zwaardvis
  - Tijgerhaai (1972)
  - Zwaardvis (1972)

- Classe Walrus
  - Walrus (1992)
  - Zeeleeuw (1990)
  - Dolfijn (1993)
  - Bruinvis (1994)